# Opiliaceae
Die Opiliaceae sind eine Pflanzenfamilie in der Ordnung der Sandelholzartigen (Santalales) innerhalb der Bedecktsamigen Pflanzen (Magnoliopsida). Die etwa zwölf Gattung sind in den Tropen der Neuen (nur eine Gattung) und Alten Welt (elf Gattungen) verbreitet.

## Beschreibung

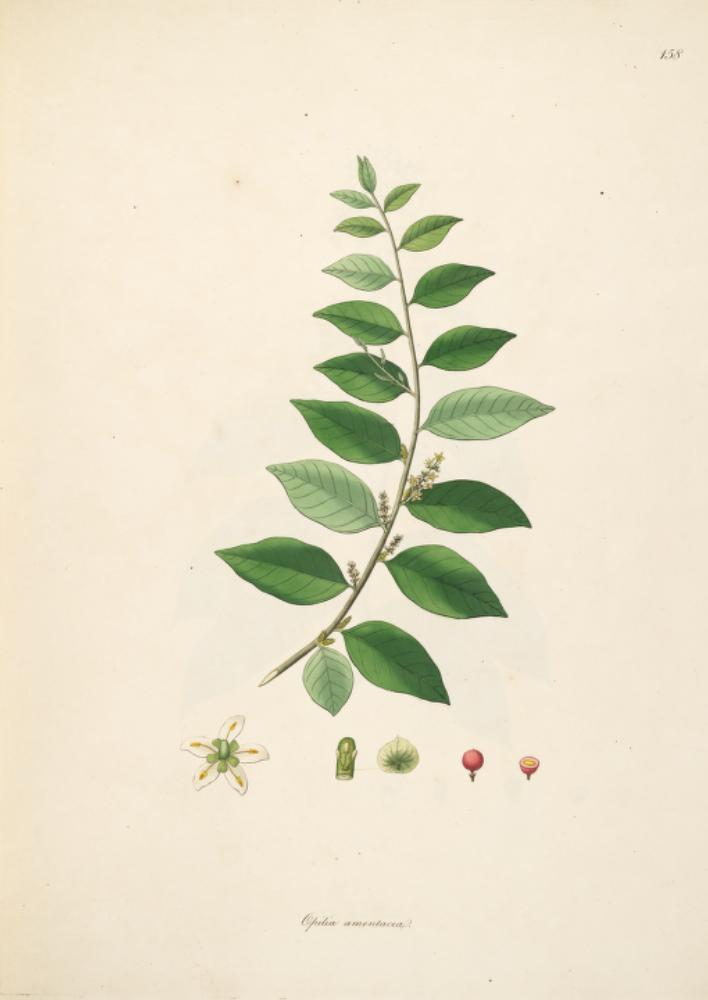
Illustration von Opilia amentacea

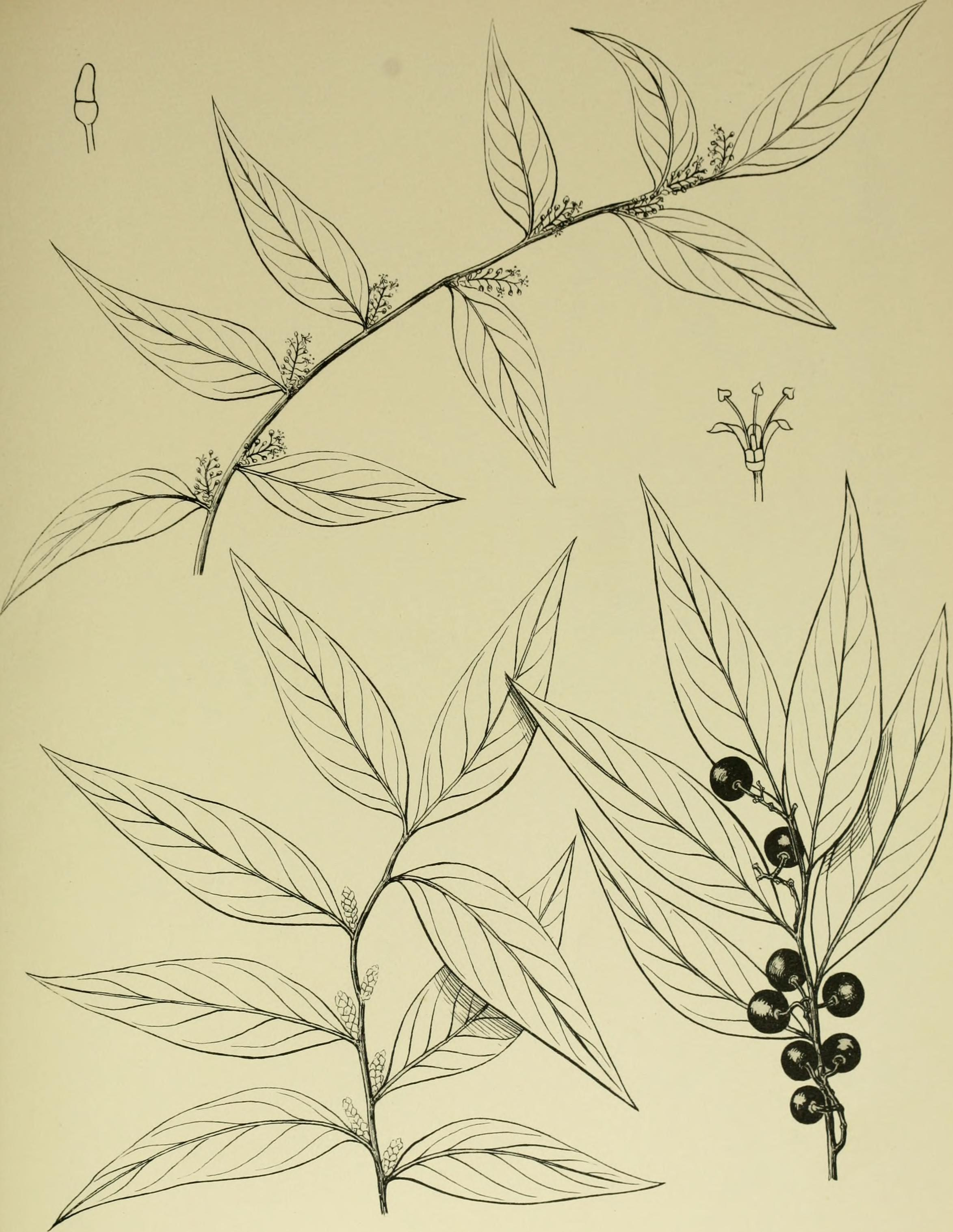
Illustration aus Nova Guinea – résultats de l'expédition scientifique néerlandaise à la Nouvelle-Guinée, 1909 von Gjellerupia papuana

### Vegetative Merkmale
Die Arten der Opiliaceae sind immergrüne, verholzende Pflanzen, die als Bäume, Sträucher oder Lianen wachsen. Alle Arten der Opiliaceae Wurzelparasiten.
Die wechselständig und meist zweireihig angeordneten Laubblätter sind meist gestielt. Auf großen Bereichen der einfachen, ganzrandigen Blattspreiten sind keine Blattadern erkennbar. Nebenblätter fehlen.

### Generative Merkmale
Sie sind zweihäusig getrenntgeschlechtig (diözisch) oder einige Arten haben zwittrige Blüten.
Die Blütenstände sind Trauben, Ähren oder Rispen und manchmal cauliflor. Bei vielen Arten sehen die jungen Blütenstände wie Kätzchen aus.
Die kleinen zwittrigen oder eingeschlechtigen Blüten sind meist vier- bis fünfzählig. Die einfache oder doppelte Blütenhülle, wenn vorhanden, besteht aus je meist vier bis fünf Kelch- und/oder Kronblättern, oder es sind drei bis acht gleichgestaltige Blütenhüllblätter vorhanden. In den männlichen Blüten sind vier bis fünf Staubblätter und meist ein Pistillode vorhanden. In den weiblichen Blüten sind zwei bis fünf Fruchtblätter zu einem meist oberständigen Fruchtknoten verwachsen und Staminodien können vorkommen. In den zwittrigen Blüten sind Staubblätter und ein Fruchtknoten enthalten. Es kann ein Diskus vorhanden sein.
Es werden Steinfrüchte mit einem großen, ölhaltigen Samen gebildet.

## Systematik

### Taxonomie
Die Familie Opiliaceae wurde 1886 durch Theodoric Valeton in Critisch Overzicht der Olacineae, 136 aufgestellt. Typusgattung ist Opilia Roxb.

### Äußere Systematik
Die Familie Opiliaceae gehört zur Ordnung Santalales. AGP II, III und IV stellten die Ordnung Santalales zu den Kerneudikotyledonen.

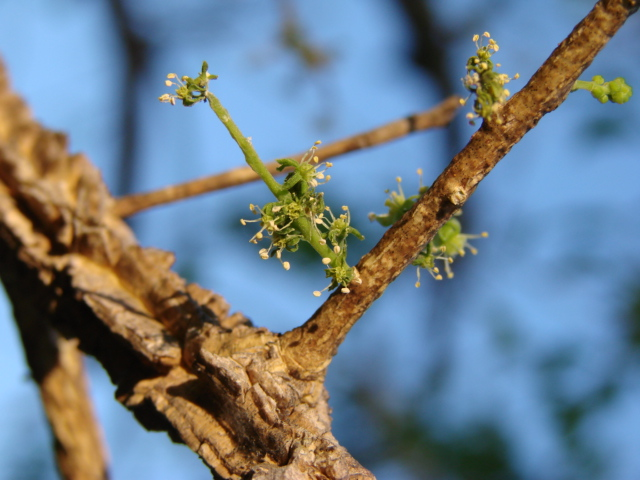
Agonandra brasiliensis

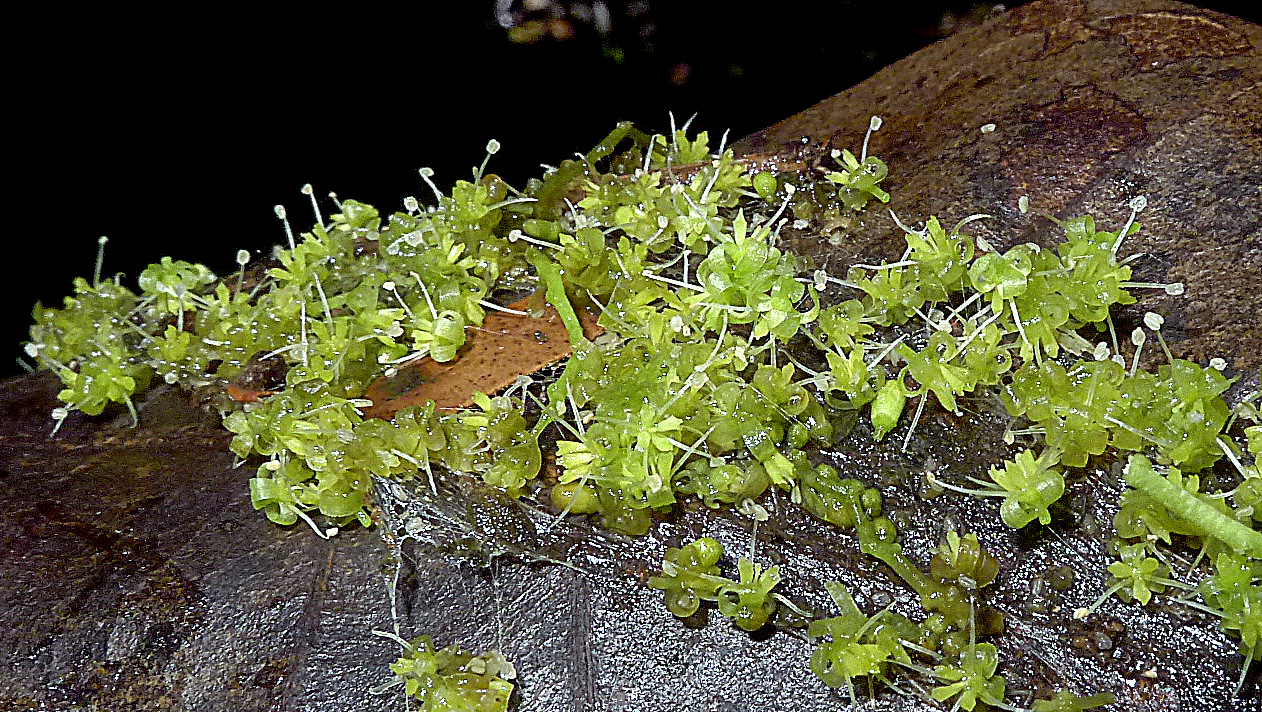
Agonandra silvatica

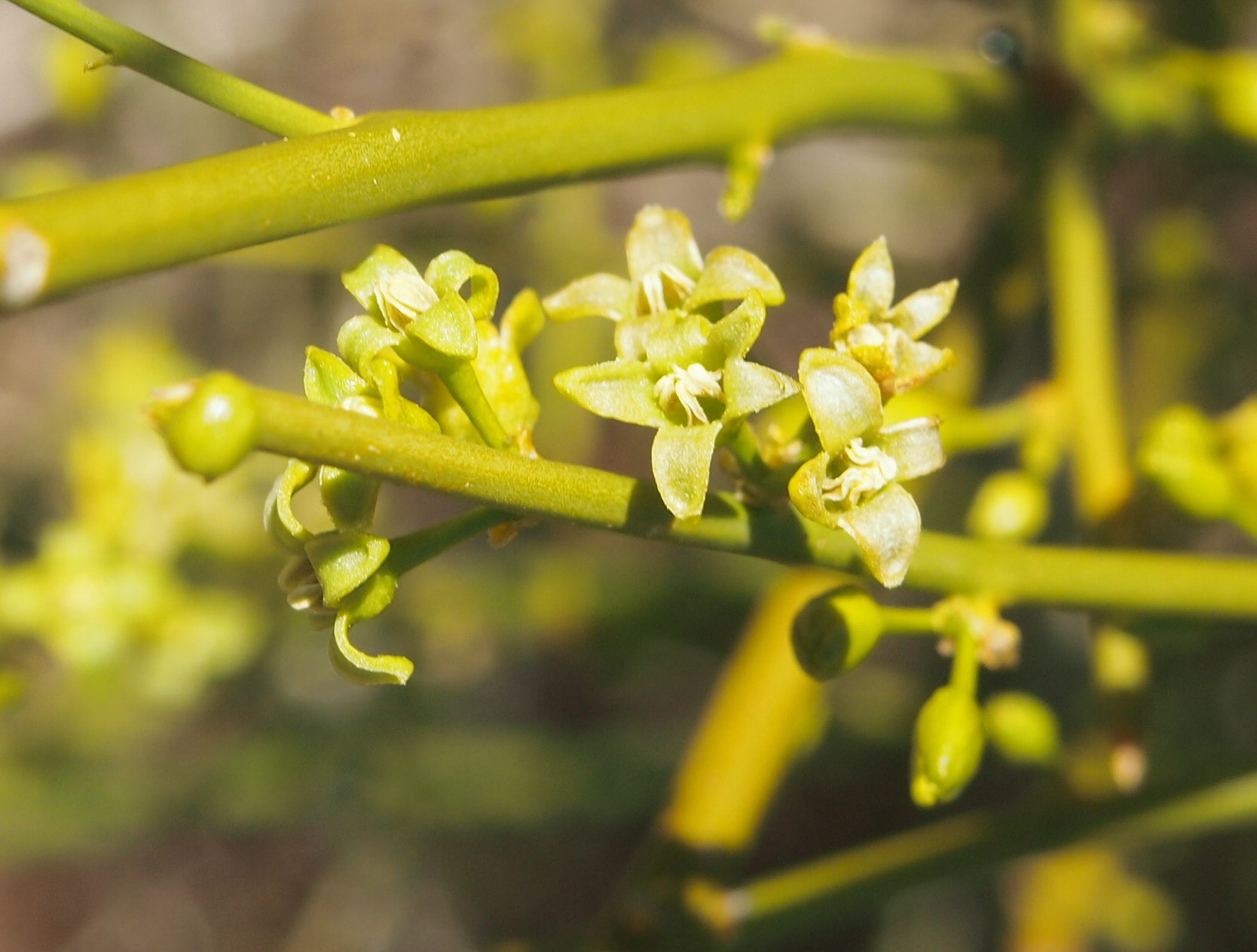
Zweig mit Blüten von Anthobolus leptomeroides

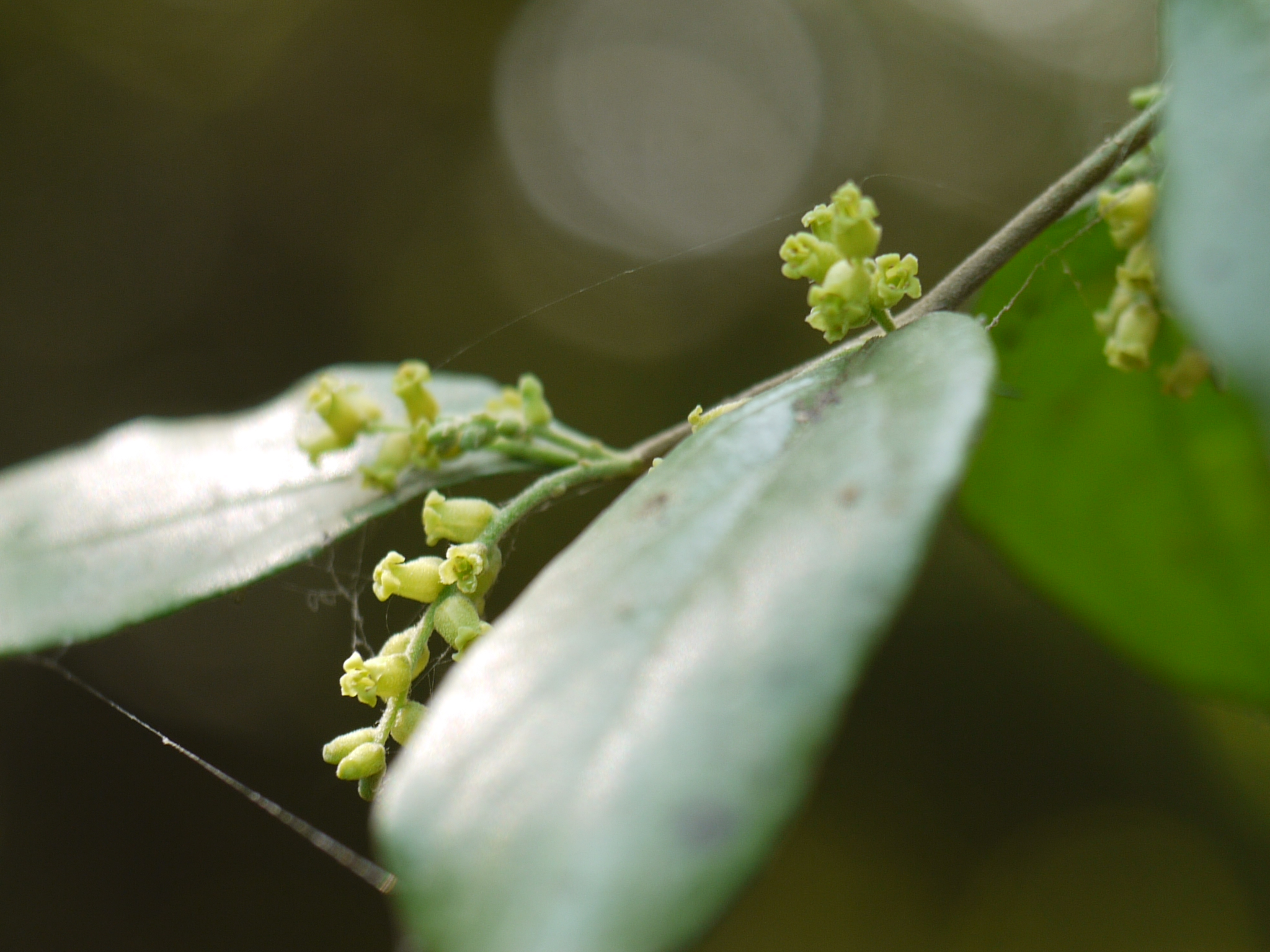
Cansjera rheedei

### Innere Systematik, Gattungen und ihre Verbreitung
Le et al. gliedern 2018 die Familie Opiliaceae in drei Tribus mit insgesamt zwölf Gattungen und etwa 36 Arten:
- Tribus Agonandreae Engl.: Sie enthält zwei Gattungen:
  - Agonandra Miers ex Benth. & Hook. f.: Die etwa zehn Arten sind von Mexiko über Zentralamerika bis ins tropische Südamerika verbreitet,[1] darunter:
    - Agonandra brasiliensis Benth. & Hook. f.: Sie kommt im mittleren bis nördlichen Brasilien, in Paraguay und von Guyana bis Kolumbien, Venezuela und bis Panama vor.[4]

  - Gjellerupia Lauterb. (Die Stellung in dieser Tribus ist nicht gesichert.): Es gibt nur eine Art:[1]
    - Gjellerupia papuana Lauterb.: Sie kommt im westlichen und nördlichen Neuguinea vor.[4]
- Tribus Anthoboleae Bartl. ex Spach: Sie enthält nur eine Gattung:[1]
  - Anthobolus R.Br.: Die etwa drei Arten kommen im zentralen bis nördlichen Australien vor.[1]

- Tribus Champereieae Bing Liu, C.T.Le, L.M.Lu & Z.D.Chen: Sie wurde 2018 aufgestellt und enthält drei monotypische Gattungen, also nur drei Arten:[1]
  - Champereia Griffith: Es gibt nur eine Art:[1]
    - Champereia manillana (Blume) Merr.: Entgegen der bisherigen Einschätzung kommt sie laut Le et al. 2018 nur in Südostasien vor und nicht auch noch in weiteren Gebieten.[1]

  - Melientha Pierre: Es gibt nur eine Art:[1]
    - Melientha suavis Pierre: Die zwei Unterarten kommen im nördlichen Südostasien vor.[4]

  - Yunnanopilia C.Y.Wu & D.Z.Li: Es gibt nur eine Art:[1]
    - Yunnanopilia longistaminea (W.Z.Li) C.Y.Wu & D.Z.Li: Sie kommt in den südwestlichen chinesischen Provinzen Yunnan sowie Guangxi vor.[1]
- Tribus Opilieae Benth.: Sie enthält zwei Gattungen:[1]
  - Cansjera Juss.: Die etwa drei Arten sind von Sri Lanka über Indien bis zum südlichen China, Neuguinea und dem nördlichen Australien verbreitet.[1]
  - Lepionurus Blume: Es gibt nur eine Art:[1]
    - Lepionurus sylvestris Blume: Sie kommt von Nepal und Assam bis ins westliche Malesien[1] und bis Yunnan vor.[4]

  - Opilia Roxb.: Die nur zwei Arten kommen beide im tropischen Afrika vor und eine ist auch im tropischen Asien, auf den Salomonen und im nördlichen Australien verbreitet.[1]
  - Pentarhopalopilia (Engl.) Hiepko: Die etwa vier Arten sind im tropischen Afrika und Madagaskar verbreitet.[1]
  - Rhopalopilia Pierre: Die etwa drei Arten sind im tropischen Zentralafrika verbreitet.[1]
  - Urobotrya Stapf: Von den etwa sieben Arten sind zwei von West- bis Zentralafrika und fünf im tropischen Asien verbreitet.[1]